# الی وروبل
اَلی وروبل (انگلیسی: Allie Wrubel؛ ۱۵ ژانویهٔ ۱۹۰۵ – ۱۳ دسامبر ۱۹۷۳) یک آهنگساز و ترانه‌سرای اهل ایالات متحده آمریکا بود.
او دانش‌آموختهٔ دانشگاه وسلین و دانشگاه کلمبیا بود و در سال ۱۹۴۷ میلادی، برندهٔ جایزه اسکار بهترین ترانه شد.
از فیلم‌ها یا مجموعه‌های تلویزیونی که وی در آن‌ها نقش داشته است می‌توان به پیاده‌روی لاس‌زنی اشاره نمود.